# Stazione di Macomer
Stazione di Macomer vasútállomás Olaszországban, Szardínia régióban, Macomer településen.

## Vasútvonalak
Az állomást az alábbi vasútvonalak érintik:
- Cagliari–Golfo Aranci Marittima-vasútvonal

## Kapcsolódó állomások
A vasútállomáshoz az alábbi állomások vannak a legközelebb: 
- Stazione di Campeda
- Stazione di Birori